# Article 163 du code pénal turc
 (avril 2016).
Si vous disposez d'ouvrages ou d'articles de référence ou si vous connaissez des sites web de qualité traitant du thème abordé ici, merci de compléter l'article en donnant les références utiles à sa vérifiabilité et en les liant à la section « Notes et références ».
L’article 163 du code pénal turc était une disposition du code pénal turc autorisant les tribunaux à poursuivre toute organisation ou individu qui utilisait l'islam à des fins politiques contre la laïcité kémaliste. L’article fut abrogée en 2008 par le gouvernement islamiste de l'AKP.

## Contexte
Mustafa Kemal Atatürk, premier président et fondateur de la nouvelle république de Turquie (1923), entame un vaste programme de laïcisation des institutions étatiques et de la société turque. Ce programme aboutit à la remise en cause du rôle social, politique et économique qu'exercent alors les religieux sur la société civile.
La laïcité kémaliste, à la différence de la laïcité française, suppose un contrôle très étroit de l'État sur l'islam et sur les religieux qui exercent une grande influence sur la population.  
Plusieurs lois sont votées par le parlement turc (contrôlé par le CHP) pour empêcher les religieux d'utiliser l'islam contre l'État kémaliste.

## La loi sur la trahison contre la patrie
Cette loi, votée en 1923, est modifiée par le parlement en 1925 à la suite de la révolte du religieux Cheikh Said. La nouvelle loi interdit la création d'association qui utilise la religion pour des buts politiques et elle prévoit la peine capitale à tous ceux qui, en se servant de ces associations, veulent renverser l'État, ou porter atteinte à la sécurité de la nation, ou semer la discorde au sein de la population. La propagande en faveur du rétablissement du sultanat et du califat est également prohibée et soumis aux mêmes peines. La loi prévoit aussi la création de nouveaux tribunaux d'indépendance (cours d'exception) chargés de juger les responsables de tels actes.

## Code pénal turc
La loi sur la trahison contre la patrie est abrogée et codifiée dans l’article 163 du nouveau code pénal turc le 1er mars 1926. Il requiert des peines allant jusqu’à 3 ans de prison contre toute personne ou toute organisation qui utilise la religion, les sentiments religieux ou les choses religieuses sacrées dans le but d’inciter la population à accomplir des actes mettant en danger la sécurité de l'État.
L’article 163 est modifié le 10 juin 1949 par le CHP alors au pouvoir. Le développement des courants, des associations et des périodiques islamistes oblige le gouvernement alors en place à augmenter et préciser la portée de l’article 163 afin d'y faire face. 
La nouvelle formule indique que :
"Toute personne qui, contrairement aux principes de la laïcité, fonde, forme, dirige ou gère des associations ayant pour objectif de modifier complètement ou partiellement les fondements sociaux, économiques, politiques ou juridiques de l'État selon des principes ou préceptes religieux, s’expose à des peines de prison de 2 à 7 ans.
La propagande qui, contrairement aux principes de la laïcité, utilise la religion, les sentiments religieux, les choses sacrées, ou tout autre moyen, dans les mêmes objectifs de subversion, est prohibée et ceux qui l’utilisent s’exposent à une peine de prison de 1 à 5 ans."
En dépit de sa sévérité à l'encontre des mouvements religieux, l’article sera détourné de sa finalité première (garantir la laïcité) par les différents gouvernements qui l'utiliseront pour réprimer les mouvements islamistes contestataires tout en utilisant eux-mêmes l'islam à des fins électoralistes.
L'article sera finalement abrogé par le Parti de la mère patrie en 1991, bien que plusieurs de ses dispositions soient reprises dans d'autres textes législatifs. Le premier ministre Erdogan (AKP) en abrogera les principes (sanctions de toute atteinte à la laïcité) en mars 2008.